# دیوار دوغاب

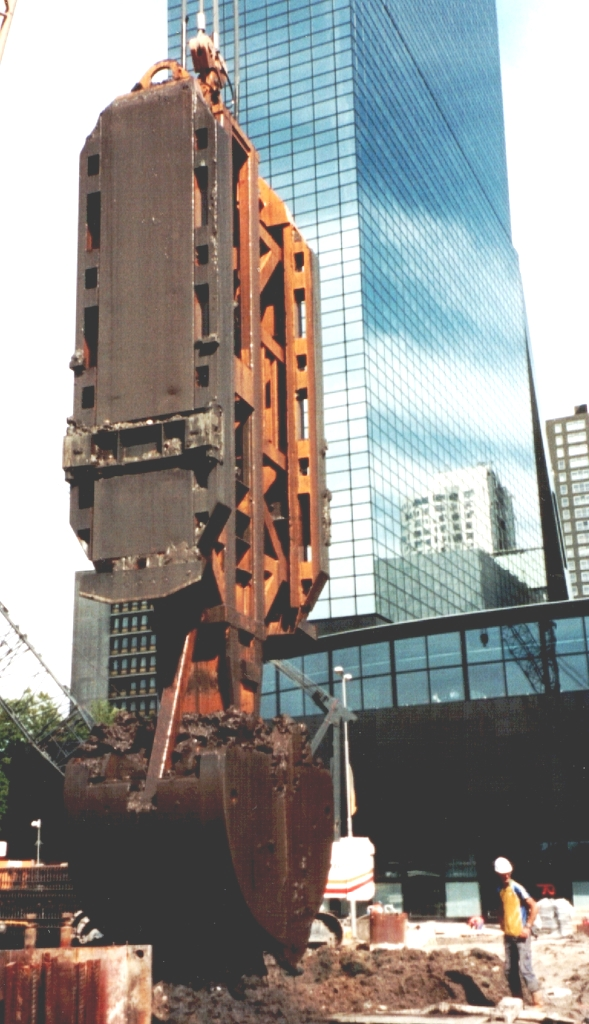
دستگاه حفاری دیوار دوغاب از نوع Clamshell

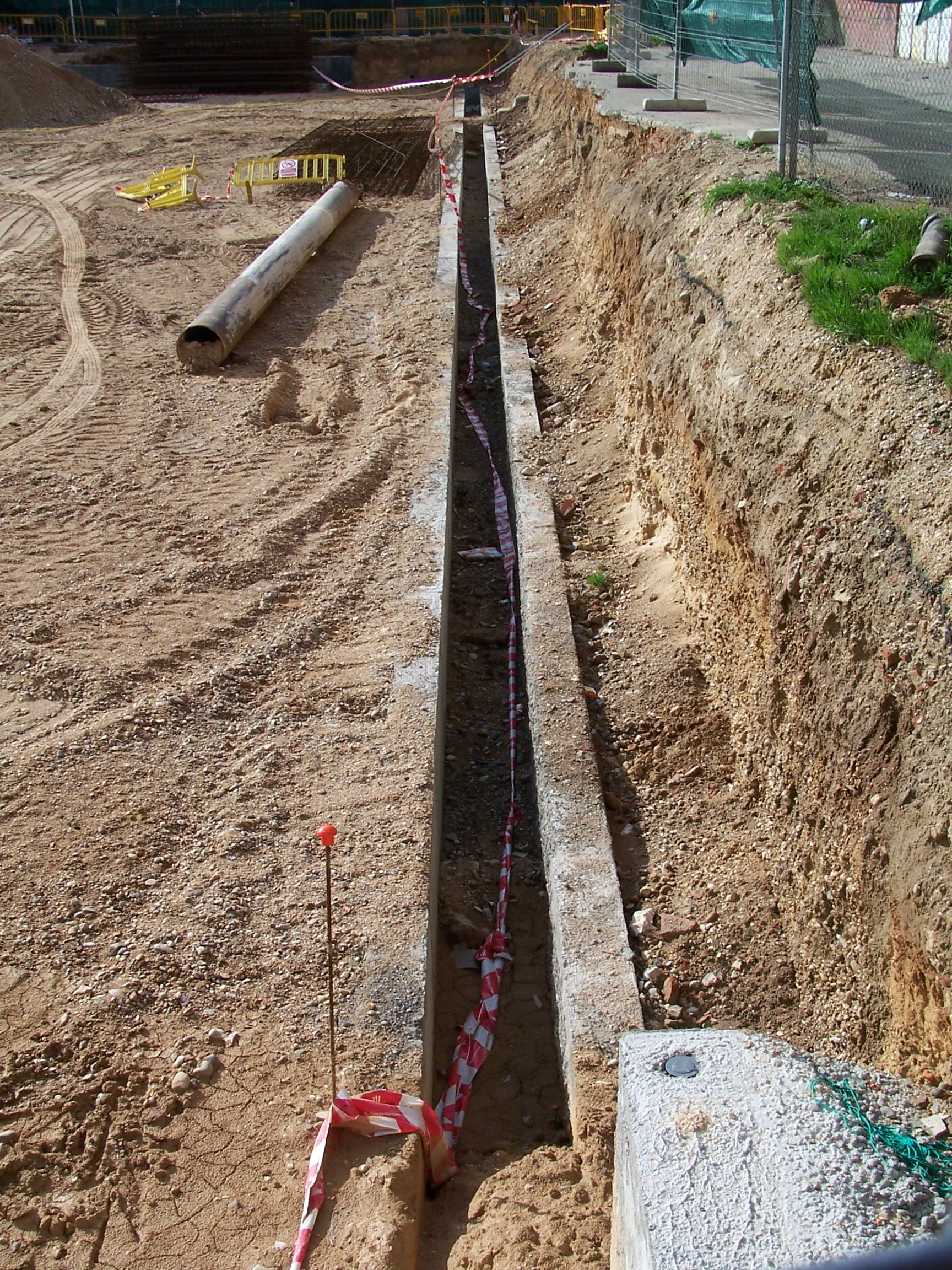
مجموعه ای از دیوارهای راهنمای دیوار دوغاب قبل از حفاری

دیوار دوغاب یک تکنیک مهندسی عمران است که برای ساخت دیواره‌های بتن مسلح در مناطقی از زمین با خاک سست و در نزدیکی به آبهای آزاد یا در مناطقی که سطح آب زیرزمینی بالا است، استفاده می‌شود. این روش به‌طور معمول برای ساخت دیواره‌های دیافراگمی (مسدود کننده آب) در دیواره محیطی تونل‌ها و گودهای ترانشه باز، و برای ایجاد شالوده‌ها استفاده می‌شود.

## اجرا
همزمان با حفاری ترانشه برای ایجاد قالب دیوار، از دوغاب که معمولاً مخلوطی از بنتونیت و آب است نیز پر می‌شود. دوغاب متراکم اما مایع با ایجاد فشار بطرف خارج و بر جداره ترانشه، مانع از ریزش دیواره‌های ترانشه می‌شود، که با نیروهای هیدرولیک درونی تعادل می‌کند و همچنین باعث به تأخیر افتادن جریان آب به داخل ترانشه می‌شود.
ساختن دیوارهای دوغاب معمولاً با اجرای مجموعه ای از دیوارهای راهنما آغاز می‌شود، که این دیوارهای راهنما به‌طور معمول ۱ متر (۳ فوت ۳ اینچ) عمق و ۰٫۵ متر (۱ فوت ۸ اینچ) ضخامت دارند. دیوارهای راهنما برای ترسیم موقعیت ترانشه محل دیوار دوغاب مورد نظر و هدایت و راهنمایی ماشین آلات حفاری، بر روی سطح زمین ساخته می‌شوند. حفاری با استفاده از یک دستگاه حفاری بیل مکانیکی ویژه به شکل قلاب تاشو و با شکل خاص یا یک دستگاه حفار برش ترانشه hydromill، که به حالت تعلیق از یک جرثقیل آویزان است، انجام می‌شود. دستگاه حفار، حفاری را تا عمق طراحی (یا سنگ بستر)، برای قطعه اول دیوار انجام می‌دهد. سپس دستگاه حفار بالا برده شده و در امتداد دیواره‌های راهنمای ترانشه در طول حرکت می‌کند تا عملیات حفاری در ترانشه تا جایی که لازم است ادامه یابد. برای جلوگیری از ریزش دیواره‌های ترانشه، همواره ترانشه پر از دوغاب نگه داشته می‌شود، در عین حال مایع دوغاب پر کننده مانعی برای ادامه انجام عملیات توسط ماشین‌های حفاری و خاکبرداری و جابجایی ضایعات خاکبرداری ایجاد نمی‌کند.
پس از رسیدن به طول لازم تعیین شده از ترانشه، یک قفس بافته شده از میلگردهای تقویت کننده به داخل گودال پر از دوغاب پایین داده می‌شود و سپس گودال با استفاده از لوله‌های ترمی از پایین به بالا با بتن پر می‌شود. بتن سنگین تر، دوغاب بنتونیتی را جابجا می‌کند و جایگزین آن می‌شود و سپس دوغاب بنتونیتی که با پمپ خارج شده، فیلتر شده و در مخازن برای استفاده در بخش بعدی دیواره ذخیره می‌شود.
دیوارهای دوغاب به‌طور گسترده و موفقیت‌آمیز برای محصور کردن یک منطقه مورد استفاده قرار می‌گیرند که باعث مسدود شدن آب از ورود به داخل زمین نرم شده منطقه می‌شوند. پس از سخت شدن بتن، عملیات حفاری در محوطه در حال حاضر محصور شده از دیوار بتنی می‌تواند ادامه یابد. برای جلوگیری از ریزش دیواره بتنی به محوطه تازه حفاری شده، تکیه گاه‌های موقت مانند کش مهار یا ضربدری داخلی نصب می‌شوند. پس از اتمام عملیات اجرای سازه در منطقه محصور شده با دیوارهای دوغاب، سازه مذکور تکیه گاه دیوارهای دوغاب خواهد بود، به طوری که ممکن است کش‌های مهار یا سایر مهاربندی موقت برداشته شود. پایداری ترانشه در حفاری ترانشه ضروری است. استفاده از بنتونیت با تراکم مشخص از ریزش دیواره‌های ترانشه جلوگیری می‌کند.

## تاریخچه
تکنیک دیواره دوغاب برای اولین بار در حین حفاری خط ۱ سیستم حمل و نقل سریع زیرزمینی میلان، ایتالیا توسط شرکت ICOS (Impresa Costruzioni Opere Specializzate) بلافاصله پس از پایان جنگ جهانی دوم معرفی شد. این فناوری جدید در روش تونل زنی از بالا به پایین، معروف به Metodo Milano ("روش میلان")، به عامل مهم و تعیین‌کننده ای تبدیل شد.
از دیواره‌های دوغاب برای ساخت دیوارهایی بلندی به شکل وان حمام و در مجموع به نام «باث تاب»، که بیشتر شالوده‌های سایت مرکز تجارت جهانی در شهر نیویورک را احاطه کرده بود، استفاده شد. در دهه ۱۹۸۰، پروژه طرح توسعه Red Line Northwest در بوستون یکی از اولین پروژه‌هایی در ایالات متحده بود که از فرم مدرن این فناوری، با دستگاه حفار برش ترانشه hydromill و «روش میلان» استفاده کرد. دیوارهای دوغاب همچنین در پروژه تونل بعدی Big Dig بوستون به‌طور گسترده مورد استفاده قرار گرفت.

## طراحی
طراحی دیوار دوغاب (دیافراگم دیواری) شامل طراحی ضخامت دیوار و آرماتورها می‌باشد. ضخامت یک دیوار دوغاب در طراحی اولیه به‌طور کلی حدود ۴–۸٪ از عمق خاکبرداری در نظر گرفته می‌شود. طراحی دیواره دوغاب بر اساس لنگر خمشی و پوش نیروی برشی حاصل از تحلیل تنش انجام می‌شود. در طراحی چنین دیوارهای زیرزمینی، عرض واحد به عنوان یک متر در نظر گرفته می‌شود و دیواره تحت شرایط کرنش صفحه ای تجزیه و تحلیل می‌شود. از آنجا که نسبت طول به عرض گودبرداری‌ها به‌طور کلی بزرگ است، می‌توان فرض کرد که شرایط کرنش صفحه ای برقرار است.